# Клубний чемпіонат світу з футболу 2012
Клубний чемпіонат світу з футболу 2012 (англ. 2012 FIFA Club World Cup) — 9-й розіграш щорічного клубного футбольного турніру, проведеного ФІФА серед переможців головних континентальних турнірів. Проходив з 6 по 16 грудня 2012 року в японських містах Тойота і Йокогама.
Після затвердження Міжнародною радою футбольних асоціацій в липні 2012 року, система автоматичного визначення голів вперше була використана на цьому чемпіонаті.
Переможцем став представник Південної Америки — бразильський «Корінтіанс», що обіграв у фіналі з рахунком 1:0 англійський  «Челсі».

## Учасники
| Команда                       | Конфедерація                  | Кваліфікаційний турнір                     | Участь¹                            |
| Починають турнір з 1/2 фіналу | Починають турнір з 1/2 фіналу | Починають турнір з 1/2 фіналу              | Починають турнір з 1/2 фіналу      |
| ----------------------------- | ----------------------------- | ------------------------------------------ | ---------------------------------- |
| «Корінтіанс»                  | КОНМЕБОЛ                      | Володар Кубка Лібертадорес 2012            | 2-е (Попередній: 2000)             |
| «Челсі»                       | УЄФА                          | Переможець Ліги чемпіонів УЄФА 2011/12     | 1-е                                |
| Починають турнір з 1/4 фіналу |                               |                                            |                                    |
| «Ульсан Хьонде»               | АФК                           | Переможець Ліги чемпіонів АФК 2012         | 1-е                                |
| «Аль-Аглі»                    | КАФ                           | Переможець Ліги чемпіонів КАФ 2012         | 4-е (Попередній: 2005, 2006, 2008) |
| «Монтеррей»                   | КОНКАКАФ                      | Переможець Ліги чемпіонів КОНКАКАФ 2011/12 | 2-е (Попередній: 2011)             |
| Починають турнір з 1/8 фіналу |                               |                                            |                                    |
| «Окленд Сіті»                 | ОФК                           | Переможець Ліги чемпіонів ОФК 2011/12      | 4-е (Попередній: 2006, 2009, 2011) |
| «Санфречче Хіросіма»          | АФК                           | Переможець Джей-ліги 2012                  | 1-е                                |

1 Виділені жирним шрифтом: переможці попередніх турнірів

## Арбітри

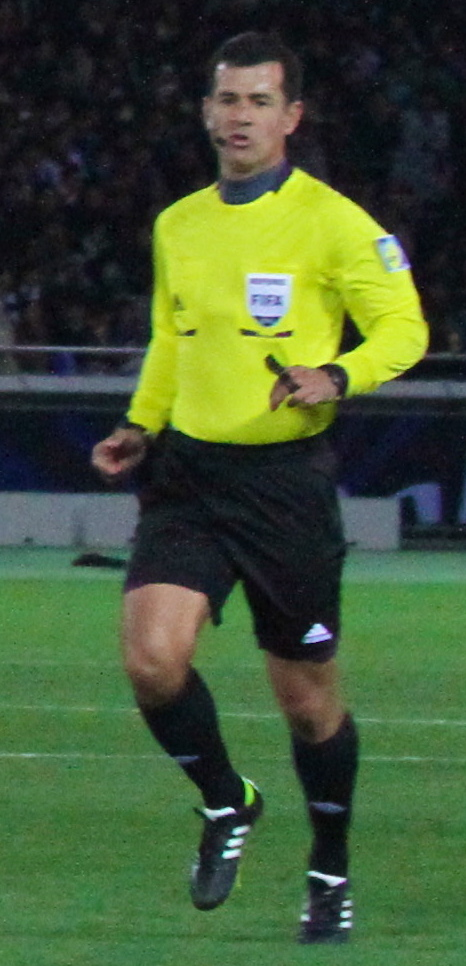
Арбітр Карлос Вера на півфінальному матчі «Монтеррей» — «Челсі».

Арбітри, призначені на матчі:
| Конфедерація | Суддя                  | Помічники судді                  |
| ------------ | ---------------------- | -------------------------------- |
| АФК          | Наваф Шукралла         | Ебрахім Салех Ясер Тулефат       |
| АФК          | Аліреза Фагані         | Хассан Камраніфар Реза Сохандан  |
| КАФ          | Джамель Хаймуді        | Редуан Ашик Абделак Эчиали       |
| КОНКАКАФ     | Марко Антоніо Родрігес | Марвін Торрентера Маркос Кінтеро |
| КОНМЕБОЛ     | Карлос Вера            | Крістіан Лескано Байрон Ромеро   |
| ОФК          | Пітер О'Лірі           | Ян-Хендрік Хінц Равінеш Кумар    |
| УЄФА         | Джюнейт Чакир          | Бахаттін Дуран Тарик Онгун       |

## Склади
Кожна команда представила список з 23 гравців, три з яких є воротарями. Склади були оголошені 29 листопада 2012 року.

## Стадіони
Матчі клубного чемпіонату світу 2012 року проходили на двох стадіонах Японії: Міжнародний стадіон (Йокогама) і Стадіон «Тойота» (Тойота).
| Тойота                                                                            | Йокогама                                                                          | Йокогама Тойотаclass=notpageimage\| Місця проведення турніру | Йокогама Тойотаclass=notpageimage\| Місця проведення турніру | Йокогама Тойотаclass=notpageimage\| Місця проведення турніру | Йокогама Тойотаclass=notpageimage\| Місця проведення турніру | Йокогама Тойотаclass=notpageimage\| Місця проведення турніру |
| Тойота                                                                            | Міжнародний стадіон                                                               | Йокогама Тойотаclass=notpageimage\| Місця проведення турніру | Йокогама Тойотаclass=notpageimage\| Місця проведення турніру | Йокогама Тойотаclass=notpageimage\| Місця проведення турніру | Йокогама Тойотаclass=notpageimage\| Місця проведення турніру | Йокогама Тойотаclass=notpageimage\| Місця проведення турніру |
| 35°05′04.02″ пн. ш. 137°10′14.02″ сх. д. / 35.0844500° пн. ш. 137.1705611° сх. д. | 35°30′36.16″ пн. ш. 139°36′22.49″ сх. д. / 35.5100444° пн. ш. 139.6062472° сх. д. | Йокогама Тойотаclass=notpageimage\| Місця проведення турніру | Йокогама Тойотаclass=notpageimage\| Місця проведення турніру | Йокогама Тойотаclass=notpageimage\| Місця проведення турніру | Йокогама Тойотаclass=notpageimage\| Місця проведення турніру | Йокогама Тойотаclass=notpageimage\| Місця проведення турніру |
| Місткість: 45 000                                                                 | Місткість: 72 327                                                                 | Йокогама Тойотаclass=notpageimage\| Місця проведення турніру | Йокогама Тойотаclass=notpageimage\| Місця проведення турніру | Йокогама Тойотаclass=notpageimage\| Місця проведення турніру | Йокогама Тойотаclass=notpageimage\| Місця проведення турніру | Йокогама Тойотаclass=notpageimage\| Місця проведення турніру |
|                                                                                   |                                                                                   | Йокогама Тойотаclass=notpageimage\| Місця проведення турніру | Йокогама Тойотаclass=notpageimage\| Місця проведення турніру | Йокогама Тойотаclass=notpageimage\| Місця проведення турніру | Йокогама Тойотаclass=notpageimage\| Місця проведення турніру | Йокогама Тойотаclass=notpageimage\| Місця проведення турніру |

## Формат
Жеребкування Клубного чемпіонату світу було проведене в штаб-квартирі ФІФА у Цюриху, Швейцарія 24 вересня 2012 року.
Якщо після закінчення основного часу рахунок у матчі нічийний:
- Призначається додатковий час (2 тайми по 15 хвилин). Якщо після закінчення додаткового часу рахунок залишається нічийним, призначається серія пенальті для виявлення переможця матчу.
- Для матчів за п'яте і третє місце додатковий час не призначається, а відразу призначається серія пенальті для виявлення переможця матчу.

## Матчі
|  | Плей-оф              | Плей-оф            |                      |               | Чвертьфінал       | Чвертьфінал       |                 |                 | Півфінал | Півфінал |  |  | Фінал                | Фінал                |
|  | 6 грудня — Йокогама  |                    |                      |               |                   |                   |                 |                 |          |          |  |  |                      |                      |
|  | Санфречче Хіросіма   | 1                  |                      |               | 9 грудня — Тойота | 9 грудня — Тойота |                 |                 |          |          |  |  |                      |                      |
|  | Санфречче Хіросіма   | 1                  |                      |               | 9 грудня — Тойота | 9 грудня — Тойота |                 |                 |          |          |  |  |                      |                      |
|  | Окленд Сіті          | 0                  |                      |               | Санфречче         | 1                 |                 |                 |          |          |  |  |                      |                      |
|  | Окленд Сіті          | 0                  | 12 грудня — Тойота   |               | Санфречче         | 1                 |                 |                 |          |          |  |  |                      |                      |
|  |                      |                    |                      |               | Аль-Аглі          | 2                 |                 |                 |          |          |  |  |                      |                      |
|  | Аль-Аглі             | 0                  |                      |               | Аль-Аглі          | 2                 |                 |                 |          |          |  |  |                      |                      |
|  | Аль-Аглі             | 0                  |                      |               |                   |                   |                 |                 |          |          |  |  |                      |                      |
|  |                      |                    | Корінтіанс           | 1             |                   |                   |                 |                 |          |          |  |  |                      |                      |
|  |                      |                    | Корінтіанс           | 1             |                   |                   |                 |                 |          |          |  |  |                      |                      |
|  |                      |                    | 16 грудня — Йокогама |               |                   |                   |                 |                 |          |          |  |  |                      |                      |
|  |                      |                    |                      |               |                   |                   |                 |                 |          |          |  |  |                      |                      |
|  | Корінтіанс           | 1                  |                      |               |                   |                   |                 |                 |          |          |  |  |                      |                      |
|  | Корінтіанс           | 1                  | 9 грудня — Тойота    |               |                   |                   |                 |                 |          |          |  |  |                      |                      |
|  |                      | Челсі              | 0                    |               |                   |                   |                 |                 |          |          |  |  |                      |                      |
|  |                      |                    | 0                    | Ульсан Хьонде | 1                 |                   |                 |                 |          |          |  |  |                      |                      |
|  | 13 грудня — Йокогама |                    |                      | Ульсан Хьонде | 1                 |                   |                 |                 |          |          |  |  |                      |                      |
|  |                      | Монтеррей          | 3                    |               |                   |                   |                 |                 |          |          |  |  |                      |                      |
|  | Монтеррей            | Монтеррей          | 3                    | 1             |                   |                   |                 |                 |          |          |  |  |                      |                      |
|  | Монтеррей            | Матч за 5 місце    | Матч за 5 місце      | 1             |                   |                   | Матч за 3 місце | Матч за 3 місце |          |          |  |  |                      |                      |
|  |                      | Матч за 5 місце    | Матч за 5 місце      |               | Челсі             | 3                 | Матч за 3 місце | Матч за 3 місце |          |          |  |  |                      |                      |
|  | Ульсан Хьонде        | 2                  | Аль-Аглі             | 0             | Челсі             | 3                 |                 |                 |          |          |  |  |                      |                      |
|  | Ульсан Хьонде        | 2                  | Аль-Аглі             | 0             |                   |                   |                 |                 |          |          |  |  |                      |                      |
|  | Санфречче Хіросіма   | 3                  | Монтеррей            | 2             |                   |                   |                 |                 |          |          |  |  |                      |                      |
|  | Санфречче Хіросіма   | 3                  | Монтеррей            | 2             |                   |                   |                 |                 |          |          |  |  |                      |                      |
|  | 12 грудня — Тойота   | 12 грудня — Тойота |                      |               |                   |                   |                 |                 |          |          |  |  | 16 грудня — Йокогама | 16 грудня — Йокогама |

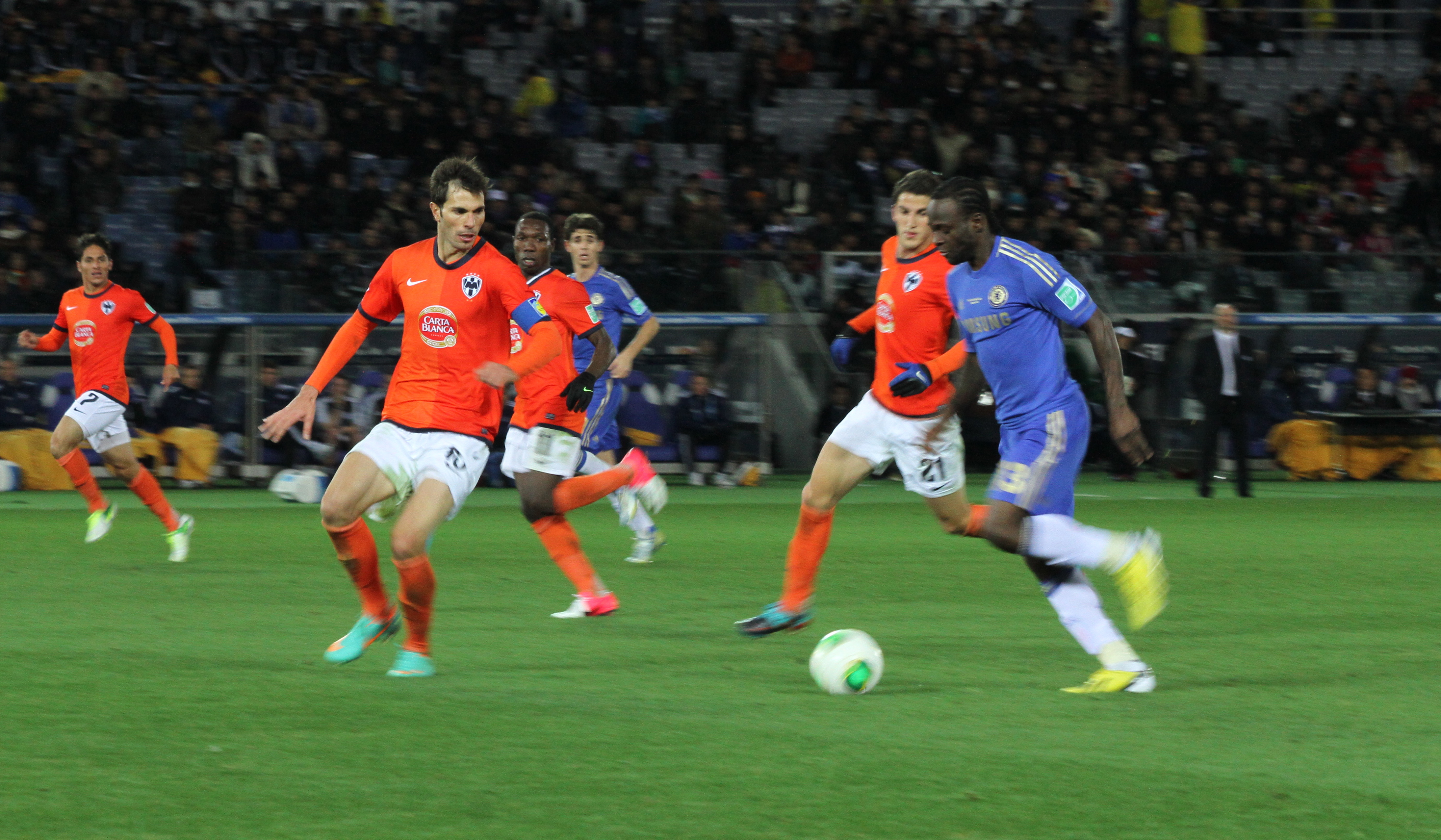
Півфінальний матч між «Монтерреєм» і «Челсі».

Час початку матчів подано за Японським стандартним часом (JST) (UTC+9).

### 1/8 фіналу
| 6 грудня 2012 19:45 UTC+9 |

| Санфречче Хіросіма | 1:0    | Окленд Сіті |
| ------------------ | ------ | ----------- |
| Аояма 66'          | (звіт) |             |

| Міжнародний стадіон, Йокогама Глядачів: 25 174 Арбітр: Джамель Хаймуді |

Матч розпочався з хвилини мовчання в пам'ять про нідерландського арбітра Ріхарда Ньєувенхейзене, який помер після жорстокого інциденту під час юнацького футбольного турніру за чотири дні до матчу.

### 1/4 фіналу
| 9 грудня 2012 16:00 UTC+9 |

| Ульсан Хьонде | 1:3    | Монтеррей                   |
| ------------- | ------ | --------------------------- |
| Лі Кин Хо 88' | (звіт) | Корона 9' Дельгадо 77', 84' |

| Тойота, Тойота Глядачів: 20 353 Арбітр: Джюнейт Чакир |

| 9 грудня 2012 19:30 UTC+9 |

| Санфречче Хіросіма | 1:2    | Аль-Аглі               |
| ------------------ | ------ | ---------------------- |
| Сато 32'           | (звіт) | Хамді 15' Абутріка 57' |

| Тойота, Тойота Глядачів: 27 314 Арбітр: Карлос Вера |

### Матч за 5-е місце
| 12 грудня 2012 16:30 UTC+9 |

| Ульсан Хьонде                     | 2:3    | Санфречче Хіросіма        |
| --------------------------------- | ------ | ------------------------- |
| Мідзумото 17' (авт.) Лі Йон 90+5' | (звіт) | Ямагісі 35' Сато 56', 72' |

| Тойота, Тойота Глядачів: 17 581 Арбітр: Наваф Шукралла |

### 1/2 фіналу
| 12 грудня 2012 19:30 UTC+9 |

| Аль-Аглі | 0:1    | Корінтіанс  |
| -------- | ------ | ----------- |
|          | (звіт) | Герреро 30' |

| Тойота, Тойота Глядачів: 31 417 Арбітр: Марко Антоніо Родрігес |

| 13 грудня 2012 19:30 UTC+9 |

| Монтеррей       | 1:3    | Челсі                                |
| --------------- | ------ | ------------------------------------ |
| де Нігріс 90+2' | (звіт) | Мата 17' Торрес 46' Чавес 48' (авт.) |

| Міжнародний стадіон, Йокогама Глядачів: 36 648 Арбітр: Карлос Вера |

### Матч за 3-е місце
| 16 грудня 2012 16:30 UTC+9 |

| Аль-Аглі | 0:2    | Монтеррей              |
| -------- | ------ | ---------------------- |
|          | (звіт) | Корона 3' Дельгадо 66' |

| Міжнародний стадіон, Йокогама Глядачів: 56 301 Арбітр: Пітер О'Лірі |

### Фінал
| 16 грудня 2012 19:30 UTC+9 |

| Корінтіанс  | 1:0    | Челсі |
| ----------- | ------ | ----- |
| Герреро 69' | (звіт) |       |

| Міжнародний стадіон, Йокогама Глядачів: 68 275 Арбітр: Джюнейт Чакир |

## Статистика

### Бомбардири
| # | Гравець            | Клуб               | Голів |
| - | ------------------ | ------------------ | ----- |
| 1 | Хісато Сато        | Санфречче Хіросіма | 3     |
| 1 | Сесар Дельгадо     | Монтеррей          | 3     |
| 2 | Хосе Паоло Герреро | Корінтіанс         | 2     |
| 2 | Хесус Корона       | Монтеррей          | 2     |
| 3 | Мохамед Абутріка   | Аль-Аглі           | 1     |
| 3 | Аль-Саєд Хамді     | Аль-Аглі           | 1     |
| 3 | Альдо де Нігріс    | Монтеррей          | 1     |
| 3 | Тосіхіро Аояма     | Санфречче Хіросіма | 1     |
| 3 | Сатору Ямагісі     | Санфречче Хіросіма | 1     |
| 3 | Лі Кин Хо          | Ульсан Хьонде      | 1     |
| 3 | Лі Йон             | Ульсан Хьонде      | 1     |
| 3 | Хуан Мата          | Челсі              | 1     |
| 3 | Фернандо Торрес    | Челсі              | 1     |

Автоголи
- Дарвін Чавес («Монтеррей», забив за «Челсі»)
- Хірокі Мідзумото («Санфречче Хіросіма», забив за «Ульсан Хьонде»)

## Підсумки турніру

### Підсумкове становище

Давід Луїс, Кассіо Рамос та Хосе Паоло Герреро після нагородження.

| Місце | Команда            | Конфедерація | І | В | Н | П | ГЗ | ГП | ±  |
| ----- | ------------------ | ------------ | - | - | - | - | -- | -- | -- |
| 1     | Корінтіанс         | КОНМЕБОЛ     | 2 | 2 | 0 | 0 | 2  | 0  | +2 |
| 2     | «Челсі»            | УЄФА         | 2 | 1 | 0 | 1 | 3  | 2  | +1 |
| 3     | Монтеррей          | КОНКАКАФ     | 3 | 2 | 0 | 1 | 6  | 4  | +2 |
| 4     | Аль-Аглі           | КАФ          | 3 | 1 | 0 | 2 | 2  | 4  | -2 |
| 5     | Санфречче Хіросіма | АФК          | 3 | 2 | 0 | 1 | 5  | 4  | +1 |
| 6     | Ульсан Хьонде      | АФК          | 2 | 0 | 0 | 2 | 3  | 6  | -3 |
| 7     | Окленд Сіті        | ОФК          | 1 | 0 | 0 | 1 | 0  | 1  | -1 |

### Нагороди
За підсумками турніру були вручені такі нагороди:
| Золотий м'яч   | Кассіо Рамос (Корінтіанс)       |
| Срібний м'яч   | Давід Луїс (Челсі)              |
| Бронзовий м'яч | Хосе Паоло Герреро (Корінтіанс) |

| Fair Play | Монтеррей |